# Jacinto Ruiz y Mendoza
Jacinto Ruiz y Mendoza (Ceuta, 16 de agosto de 1779-Trujillo, 13 de marzo de 1809) fue un militar español que combatió en el levantamiento del 2 de mayo en Madrid contra las tropas francesas.

## Biografía
Jacinto Ruiz y Mendoza nació el 16 de agosto de 1779 en la ciudad de Ceuta y fue bautizado el 18 del mismo mes en la parroquia de los Remedios. Sus padres eran los ceutíes Antonio Ruiz, subteniente de Infantería, y Josefa Mendoza.
Inició su carrera militar el 17 de agosto de 1795, a los dieciséis años de edad, como cadete en el Regimiento Fijo de su ciudad natal. El 10 de julio de 1800 ascendió al grado de segundo subteniente y el 21 de enero de 1801 fue destinado, con el grado de subteniente, al regimiento de Voluntarios del Estado, en Madrid. Ascendió a teniente el 12 de marzo de 1807, sin haber recibido aún su bautismo de fuego, y destinado en la tercera Compañía del Segundo Batallón de su regimiento.

### Levantamiento del 2 de mayo
El 2 de mayo de 1808 estaba guardando cama por enfermedad, pero al oír las descargas del ejército francés se dirige al cuartel de su Regimiento y siguiendo las órdenes de su coronel sale al mando de la 3.ª Compañía para reforzar las tropas acuarteladas en el Parque de Artillería de Monteleón. Se puso a las órdenes del capitán Goicoechea, que a su vez estaba a las órdenes de Luis Daoiz, que era el oficial más antiguo de los que allí se hallaban. Ruiz y Velarde se dirigieron al capitán de la guarnición francesa, amenazándole con la llegada del Regimiento de Voluntarios. Ante la resistencia del capitán francés, el teniente Ruiz les rodea con sus tropas, obligándoles a deponer las armas y haciéndolos a todos prisioneros.
Ruiz y Velarde abrieron las puertas del parque y se unieron algunos paisanos, a los que se les entregó armas. La División Lefranc, con más de dos mil hombres y artillería de gran calibre, recibió la orden de apoderarse del parque. Para la defensa de este solo se contaba con poco más de cien hombres y cinco cañones. Se puso al teniente Ruiz al mando de uno de los cañones, por haber estado años atrás agregado al Real Cuerpo de Artillería en el Campo de Gibraltar. El teniente Ruiz, con los capitanes Daoiz y Velarde, resistieron el ataque francés durante más de tres horas.
Ruiz fue herido de bala en el brazo izquierdo y después de ser curado provisionalmente volvió a la lucha. El coronel conde de Montholon avanzó hacia el parque con el cuarto Regimiento Provisional de la División Westefaliana. Hubo una propuesta de cese de las hostilidades, la cual fue tratada por Daoiz y Velarde, pero Ruiz advirtió que mientras tanto esta fuerza enemiga seguía avanzando. Su decisión de seguir disparando disipó una inminente entrada del enemigo en el parque.
Las tropas francesas entraron en el parque, falleciendo Daoiz y Velarde, junto con muchos otros hombres. Entonces Ruiz recibió otro disparo que le penetró por la espalda y le salió por el pecho. Al finalizar la acción y retirar los cuerpos de los fallecidos, observaron que el teniente Ruiz aún respiraba por lo que fue trasladado a su cuartel en la calle Ancha de San Bernardo y posteriormente fue trasladado al domicilio de María Paula Variano para evitar que las tropas de Joaquín Murat lo hicieran prisionero. Allí fue atendido por el profesor del Hospital de San Carlos, doctor José Rives, y se recuperó del estado de gravedad en el que se encontraba. Tras un paseo por los Jardines del Retiro de Madrid observó los despliegues que realizaban las tropas francesas, por lo que tomó la decisión de abandonar Madrid para unirse a quienes en otros puntos se reorganizaban en defensa de la independencia española, desoyendo los consejos de su médico y los de sus compañeros Francisco de Arcos, Romero o José de Luna de no incorporarse a la lucha debido a su precario estado de salud.
Fue ascendido al grado de teniente coronel por el Gobierno, lo que motivó que se trasladara a Badajoz, ya que estaba al frente de un regimiento de Guardias Valonas. En Badajoz fue objeto de públicas ovaciones. Su estado de salud se vio agravado por el viaje y tuvo que detenerse en Trujillo, refugiándose en casa de su tío Juan Cebollino, teniente coronel del Regimiento de Badajoz. El día 11 de marzo de 1809 realiza el testamento al comprobar que su estado de salud empeora y dos días después fallece, a la edad de veintinueve años. Fue enterrado el día 14 en el cementerio de la parroquia de San Martín.

## Monumentos y homenajes

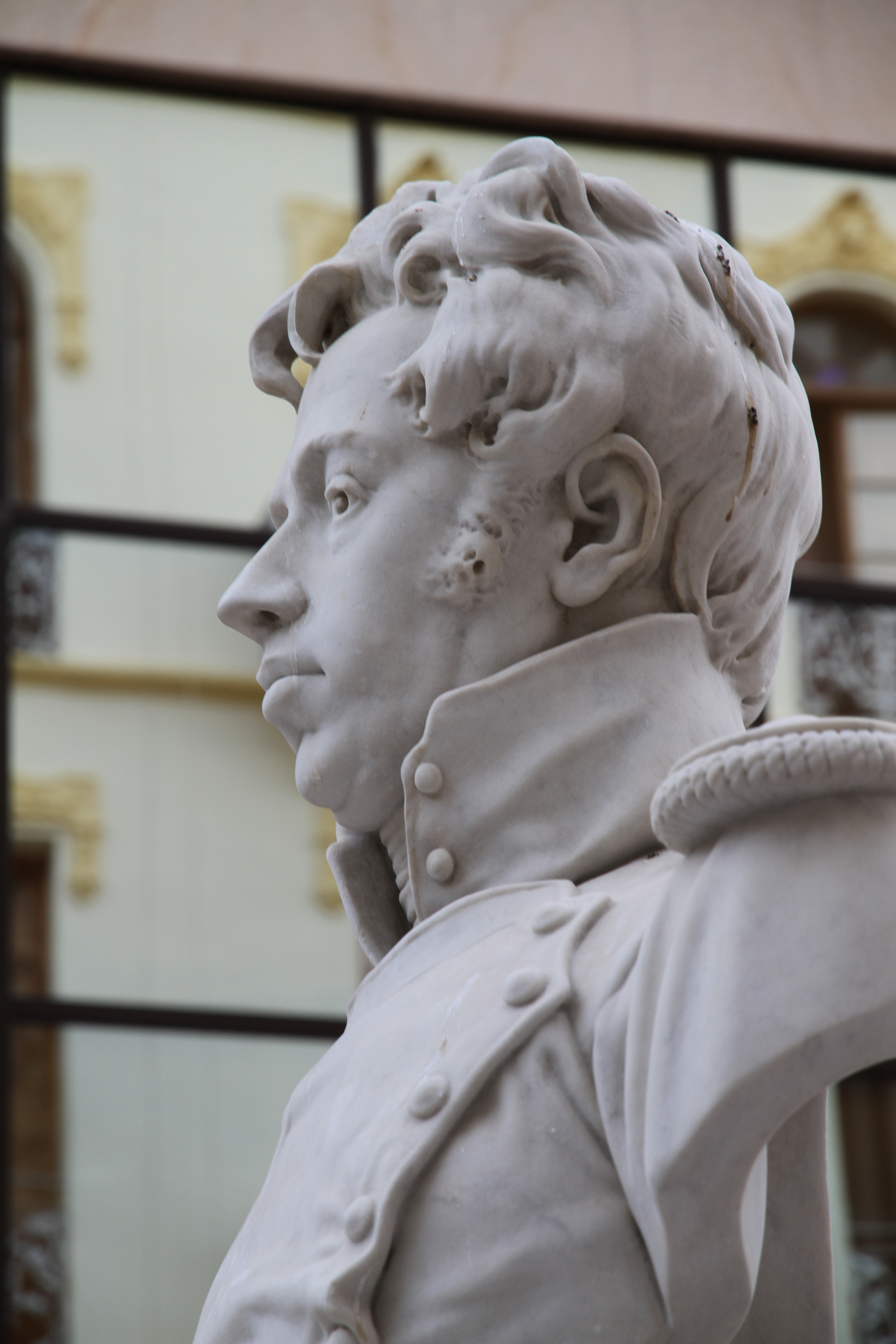
Busto en su honor en su ciudad natal, Ceuta.

En marzo de 1909, el Gobierno de España ordenó el traslado a Madrid de los restos mortales de Jacinto Ruiz que se encontraban en Trujillo dentro de una urna de caoba con adornos de cobre, en cuya cartela de bronce se lee: «13 de marzo. Jacinto Ruiz Mendoza. 1809-1909». Los restos llegaron por ferrocarril a la estación de Atocha y allí fueron colocados en un armón de artillería, donde le tributaron honores fúnebres que indican las Reales Ordenanzas para el capitán general que muere en una plaza en la que tiene mando. Las llaves de la triple cerradura quedaron en poder de las Cortes, el Ayuntamiento y el Museo de Infantería. La inhumación de su cadáver se realizó en el monumento erigido en su honor en la plaza del Rey. El responso fue dirigido por el obispo de Madrid y los rezos por el sacerdote de Trujillo. Algunas cenizas están repartidas también en otras dos pequeñas arcas, una de ellas actualmente en el Museo Militar de La Coruña y la otra en Ceuta, en el Museo Específico de Regulares en Ceuta. 
En Ceuta el 10 de octubre de 1892 fue inaugurado el busto y la plaza que lleva su nombre. Una publicación de la época al respecto decía: 

"Por directa iniciativa de nuestro celoso Ayuntamiento, presidido por Don Ricardo Cerní González, se inaugurará en el día de hoy el magnífico busto esculpido en mármol de Carrara".

Desde entonces cada 2 de mayo este pueblo dedica un recuerdo a su héroe.